# Рыбное масло
Рыбное масло — кулинарное изделие в СССР из солёной рыбы, сливочного масла, солёной пробойной или ястычной икры рыб, белковой пасты «Океан», мороженого мяса мелкой антарктической креветки и пряностей. Разновидность масляной смеси. В наиболее распространённой рецептуре приготовления масла из океанических рыб доля измельчённого мяса солёной рыбы составляет около 45 %. Икорное и креветочное масла производятся из пробойной икры минтая, трески, сельди, хека и частиковых рыб, сливочного масла и белковой пасты или мяса креветки. Имеет розовато-кремовый или розовый цвет, приятный вкус и аромат, нежную мажущуюся консистенцию и используется для приготовления бутербродов. Содержание соли в готовой продукции составляет 2—5 %. В СССР в качестве закуски пользовались популярностью селёдочное, любительское, «Новинка», сёмужное, килечное и лососевое масла.
Для приготовления рыбного масла подходят сельдь, скумбрия, сардина (иваси, сардинелла и сардинопс), лососёвые (обычно пищевые отходы от разделывания), с содержанием соли не более 6 %. Более солёную рыбу подвергают отмочке в воде. Отмоченную рыбу разделывают на обесшкуренное филе или на тушку с удалением головы, внутренностей, части брюшка с килем, чешуи и тёмной плёнки. Для измельчения рыбы применяются неопрессы, куттеры и кремосбивальные машины. Из пряностей в рыбное масло добавлялись чёрный молотый перец, горчица и соль. Рыбное масло фасуют в формочки или стаканчики из полистирола вместимостью 50—100 г, а также в тубы и пакеты из фольги.